# Metropolia di Ierapytna e Sitia

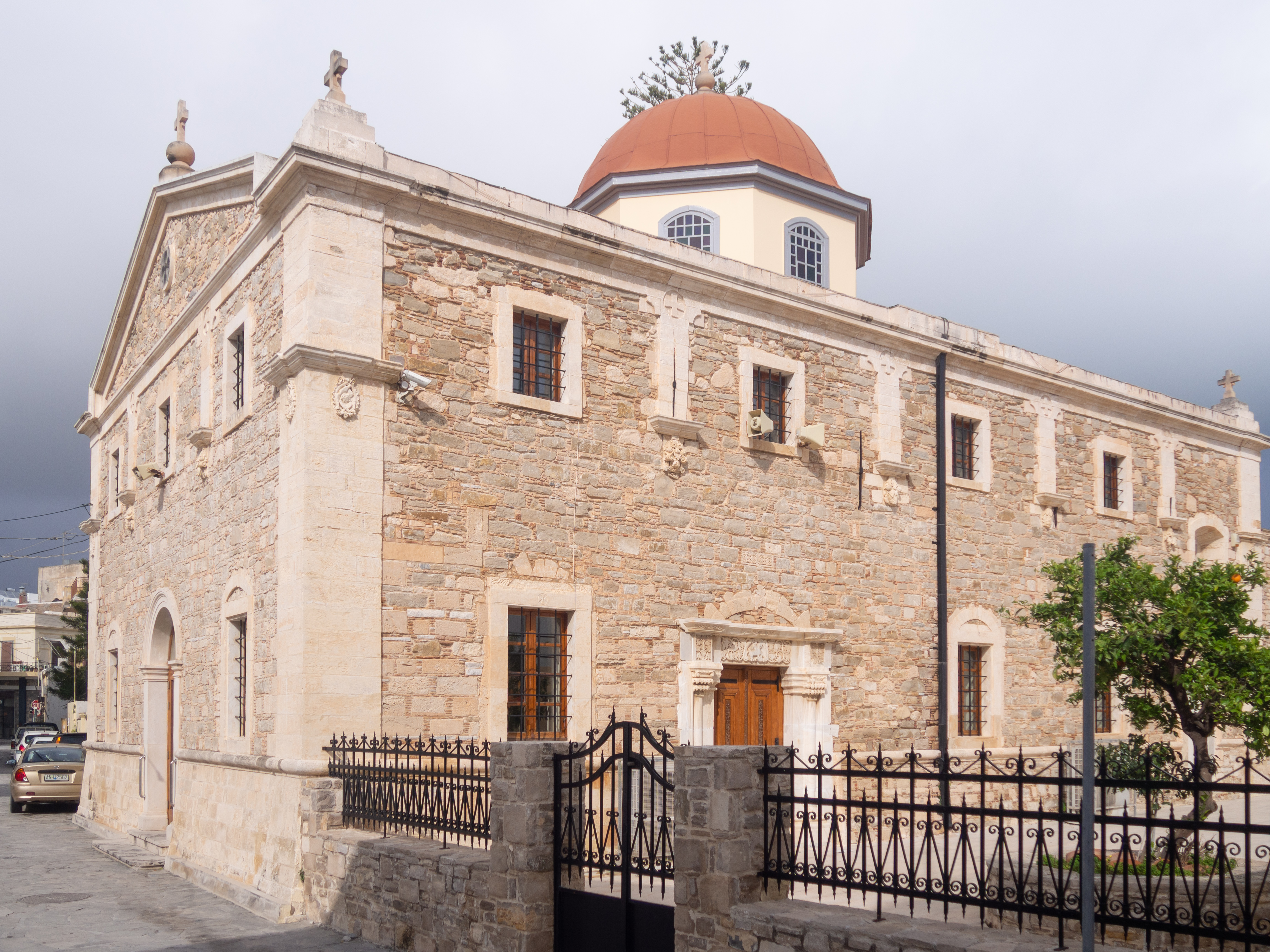
La cattedrale di San Giorgio a Ierapetra.

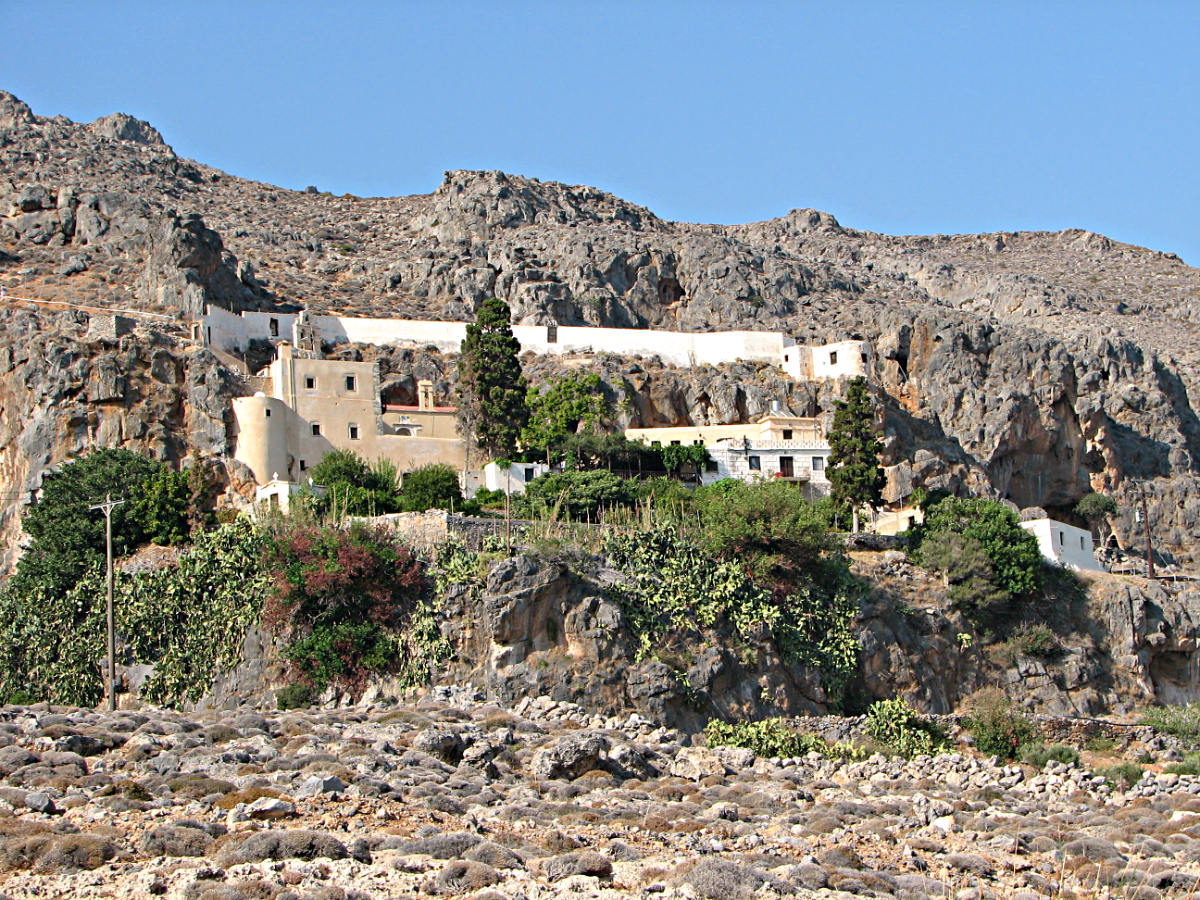
Il monastero di Kapsa (in greco: Μονή Καψά).

La metropolia di Ierapytna e Sitia (in greco: Ιερά Μητρόπολις Ιεραπύτνης και Σητείας) è una delle 8 metropolie che, assieme all'arcidiocesi di Creta, costituiscono la Chiesa di Creta, una Chiesa ortodossa semiautonoma sotto il Patriarcato ecumenico di Costantinopoli.
Dal 17 ottobre 2016 metropolita di Ierapytna e Sitia, ipertimo e esarca di Creta orientale, è Kyrillos Diamantakis.

## Territorio
La metropolia comprende i comuni di Ierapetra e Sitia nell'unità periferica di Lasithi.
Sede della metropolia è la città di Ierapetra, dove si trova la cattedrale metropolitana di San Giorgio.
Il territorio è suddiviso in 86 parrocchie, raggruppate in 7 distretti. Nella metropolia si trovano 6 monasteri, 3 maschili e 3 femminili.

## Storia
La presente metropolia unisce due antiche sedi vescovili di Creta, suffraganee dell'arcidiocesi di Gortina.
La diocesi di Sitia è documentata in due Notitiae Episcopatuum del patriarcato di Costantinopoli del IX e del XII secolo. Tuttavia nessun vescovo è documentato dalle fonti fino all'epoca recente.
La diocesi di Gerapetra o Ierapytna è documentata fin dalla metà del V secolo con il vescovo Eufronio, che nel 458 sottoscrisse la lettera dei vescovi di Creta all'imperatore Leone in seguito all'uccisione del patriarca alessandrino Proterio. La diocesi è menzionata in alcune Notitiae Episcopatuum dal IX al XII secolo, ma con titolature diverse: la più antica Notitia riporta il nome di Hierapydna, mentre le successive hanno Hiera e Hierapetra. Infatti, quando l'isola fu riconquistata dai Bizantini nel 961, la diocesi fu divisa in due, dando origine alla diocesi di Petra e a quella di Hiera o Iera.
In seguito alla conquista veneziana dell'isola (1212), le diocesi greche esistenti furono amministrate dai vescovi di rito latino e sottomesse al metropolita latino dell'arcidiocesi di Candia. Le diocesi di Sitia e di Iera furono governate da vescovi latini fino a quando Creta fu conquistata dagli Ottomani (XVII secolo). Con i nuovi occupanti furono ripristinate le strutture ortodosse e le diocesi ritornarono al clero greco.
La diocesi di Sitia fu soppressa il 24 novembre 1831 e il suo territorio venne annesso a quello della diocesi di Iera, che assunse il nome di "Iera e Sitia". Dal 1932 al 1935 la diocesi di Iera e Sitia fu unita a quella di Petra, con il nuovo nome di diocesi di Neapoli. Ripristinato l'antico nome, lo mutò nuovamente il 16 marzo 1961, quando assunse quello di "diocesi di Ierapytna e Sitia".
Il 25 settembre 1962 fu elevata dal patriarca di Costantinopoli al rango di metropolia.

## Cronotassi

### Vescovi di Sitia
- Melezio †[10]
- Partenio †[10]
- Gregorio †[10]
- Atanasio †[10]
- Dionisio †[10]
- Giuseppe †[10]
- Gerasimo † (prima del 1777 eletto vescovo di Chersonissos)[10]
- Costanzo † (prima del 1777 - 1785 deceduto)[10]
- Teofilatto † (prima del 1793 - 20 giugno 1803 eletto vescovo di Arcadia)[10]
- Zaccaria † (21 giugno 1803 - 24 giugno 1821 deceduto)[9]
- Melezio Nikoletakis † (4 luglio 1826 - 28 gennaio 1831 eletto metropolita di Creta)[9]

### Vescovi di Gerapetra/Iera
- Eufronio † (menzionato nel 458)
- Atanasio Karavelas † (1670 - ?)[11]
- Melezio Trivizas † (1684 - 1713)[11]
- Gedeone † (1713 - ?)[11]
- Atanasio Ieremias † (1763 - 1773 deposto)[11]
- Filoteo di Cipro (30 dicembre 1773 - 1781 eletto vescovo di Cnosso)[11]
- Aussenzio † (1781 - dopo il 1790 deceduto)[10]
- Gedeone † (prima del 1793 - 8 ottobre 1810 deceduto)[10]
- Artemio Pardalakis † (16 ottobre 1810 - giugno 1827 eletto metropolita di Kestentilion)[9]
- Gerasimo Manganaris † (1831 - 24 novembre 1831 nominato vescovo di Iera e Sitia)

### Vescovi di Iera e Sitia
- Gerasimo Manganaris † (24 novembre 1831 - 1841 deceduto)[9]
- Callinico † (ottobre 1841 - 1845 deceduto)[9]
- Ilario Katsoulis † (27 gennaio 1846 - 10 maggio 1869 eletto vescovo di Retimo e Aulopotamo)[9]
- Neofito Kalogeridis † (10 maggio 1869 - febbraio 1878 sospeso)[9][12]
- Misaele Stratigakis † (gennaio 1879 - ottobre 1879 sospeso)[9]
- Gregorio Papadopetrakis † (10 febbraio 1880 - 9 ottobre 1889 deceduto)[9]
- Ambrogio Sfakianakis † (28 gennaio 1890 - 5 gennaio 1929 deceduto)[9]
- Filoteo Mazokopakis † (1º giugno 1936 - 6 settembre 1960 deceduto)[9]

### Vescovi e metropoliti di Ierapytna e Sitia
- Filoteo Vouzounerakis † (2 luglio 1961 - 15 dicembre 1993 deceduto)[9]
- Eugenio Politis † (26 giugno 1994 - 15 settembre 2016 deceduto)[9]
- Cirillo Diamantakis, dal 17 ottobre 2016